# Соце ди Сото (Авелино)
Соце ди Сото је насеље у Италији у округу Авелино, региону Кампанија.
Према процени из 2011. у насељу је живело 204 становника. Насеље се налази на надморској висини од 354 м.